# François René Cailloux
Pour les articles homonymes, voir Cailloux et Pouget.
François René Cailloux, dit Pouget, né le 28 juillet 1767 à Haroué (Meurthe-et-Moselle), mort le 17 septembre 1851 à Vézelise (Meurthe-et-Moselle), est un général français de la Révolution et de l’Empire.
Le père de François René Cailloux signe des noms de Cailloux, dit Pouget, l'acte de naissance de son fils. Par la suite, ce dernier utilise lui-même le nom Pouget.

## Biographie
François René Cailloux est le fils du chirurgien ordinaire du roi de Pologne.

### Guerres révolutionnaires
Il est nommé capitaine au 4e bataillon de volontaires de la Meurthe le 21 août 1791, puis il devient adjoint aux adjudants-généraux le 21 décembre 1793, et adjudant-général chef de bataillon le 10 juillet 1794, nommé par les représentants en mission sur le champ de bataille de Tribstadt. Il sert de 1791 à l'an III aux armées de Flandre, de la Moselle et de Rhin-et-Moselle. Il se trouve au combat de Grisouelle et au siège de Thionville (1792). L'ennemi s'était emparé de Freicheviller, il le débusque de ce village à la tête de sa compagnie, et a un cheval tué sous lui.
Chef d'état-major de la division Taponier après sa nomination au grade d'adjudant-général, il assiste aux prises de Worms, Trèves, Frankenthal (Palatinat) et de Coblentz, au siège de Luxembourg (1794-1795) et à l'affaire de Tribstadt, où il enlève à l'ennemi 4 pièces de canon, un obusier, et où il a un second cheval tué sous lui. Réformé avec traitement par suite du travail du représentant Aubry le 3 juillet 1795, il rentre en l'activité le 21 décembre 1798, comme chef de bataillon adjoint à l'état-major général de l'armée de l'Intérieur.
Chargé, en l'an VIII, d'une reconnaissance militaire de la côte du Calvados, il passe plus tard à l'armée d'Angleterre. Nommé major à la création de ce grade le 3 novembre 1803, et attaché au 62e régiment de ligne, il reçoit le 25 mars 1804, la décoration de la Légion d'honneur, et devient colonel du 26e régiment d'infanterie légère le 1er février 1805.

### Guerres napoléoniennes
De 1805 à 1807, il fait les campagnes d'Autriche, de Prusse et de Pologne à la Grande Armée. De la possession de Telnitz dépend le sort de la bataille d'Austerlitz, parce que l'ennemi compte tourner par ce village l'extrême droite de l'armée française. Le colonel Pouget combat pendant six heures et arrête l'ennemi, aussi l'Empereur, pour lui accorder une récompense digne du service qu'il vient de rendre, lui donne-t-il le 24 décembre 1805, la croix de commandant de la Légion d'honneur quoiqu'il n'a encore que celle de simple légionnaire.
Le 6 novembre 1806, il concourt à la prise de Lubeck. Voici comment le 29e bulletin s'exprime à cet égard : « Les chasseurs corses, les tirailleurs du Pô et le 26e régiment d'infanterie légère, composant la division d'avant-garde du général Legrand, qui n'avaient point encore combattu dans cette campagne, et qui étaient impatients de se mesurer avec l'ennemi, marchèrent avec la rapidité de l'éclair : redoutes, bastions, fossés, tout est franchi, et le corps du maréchal Soult entre par la porte de Mullen. Ce fut en vain que l'ennemi voulut se défendre dans les rues, dans les places ; il fut poursuivi partout. Toutes les rues, toutes les places furent jonchées de cadavres : 400 prisonniers, 60 pièces de canon, plusieurs généraux, un grand nombre d'officiers tués ou pris, tel est le résultat de cette belle journée. »
Le 6 février 1807, il soutient presque seul le combat de Hoff, dans lequel il a 38 officiers et 730 sous-officiers et chasseurs tués ou blessés ; son chapeau et sa capote ont été percés de plusieurs balles. L'Empereur, qui assiste de loin à cette affaire, se plait à répéter : « Le 26e a fait des prodiges de valeur sous mes yeux ». Le 7 et le 8 février, à Eylau il se conduit avec la même bravoure, le 7 surtout, dans un combat de nuit pour débarrasser la ville au moment où l'Empereur y entre. Le 10, il enlève les retranchemens de Heilsberg, et, quoique blessé à la cuisse gauche d'un coup de biscaïen qui a tué son cheval, il ne veut pas quitter son régiment. La bataille de Friedland met fin à cette campagne. Le colonel Pouget, créé baron de l'Empire le 19 mars 1808, reste en Allemagne.
Lors de la campagne d'Allemagne et d'Autriche (1809), il entre dans la composition du corps d'armée du maréchal Masséna, division général Legrand, brigade Ledru des Essarts. Le 3 mai a lieu la prise d'Ebersberg. Après la célèbre journée d'Eckmühl, le général Hiller se retire vers la petite ville d'Ebersberg, qui s'élève en amphithéâtre sur la Traunn, et que défend un château fort. Le général Claparède le suit de près, atteint son arrière-garde, passe le pont long de 400 mètres, et se loge dans les maisons du bas de la ville. Le maréchal Masséna et les généraux Legrand et Ledru des Essarts le rejoignent aussitôt. Mais Hiller s'est établi sur les hauteurs, et a jeté 4 ou 500 hommes dans le château. Masséna ne peut espérer de le forcer dans sa position avec la seule division Claparède, et il envoie donc plusieurs officiers presser la marche de la brigade Ledru des Essarts, dont le 26e léger fait tête de colonne. Ce régiment arrive au pont, qu'une batterie autrichienne prenait en écharpe, s'y engage résolument et gagne l'autre rive au pas de course. Le général Ledru des Essarts conduit le colonel Pouget à l'entrée d'une ruelle étroite, et lui dit : « Ce chemin conduit au château, portez-vous-y, et attaquez ». Le colonel se met à la tête des carabiniers de son premier bataillon, et précédé des sapeurs, gravit le sentier indiqué. Il débouche bientôt sur une petite place, et voit le château devant lui, à 25 mètres environ. la porte se trouve à l'extrémité d'un chemin couvert de peu d'étendue. Il attaque. La résistance est des plus vives. Des carabiniers s'introduisent dans la place par les soupiraux de la cave, par différentes ouvertures, par la porte que les sapeurs parviennent enfin à briser. Les assiégés rendent le château et restent au pouvoir des troupes françaises, après une action qui ne dure pas moins d'une heure et demie. Ainsi ce coup hardi accompli avec tant de bravoure et d'habileté, appartient au 26e léger et à son colonel.
Le 22 mai, à Essling, il a la moitié du pied gauche emporté par un boulet, et doit quitter son régiment. Cette blessure est si grave que l'Empereur l'assimilant à une amputation, lui donne une dotation en Hanovre de 4 000 francs, et par un autre décret daté de Schönbrunn du 30 du même mois, le nomme général de brigade pour être employé dans l'intérieur de la France. Mis en disponibilité le 18 juillet suivant, il reçoit le 18 octobre, le commandement du département de la Marne, et le 10 septembre 1811, celui des Vosges.
En 1812, l'Empereur lui confie le 9 janvier, une brigade de la division Verdier, du 2e corps d'observation de l'Elbe, avec laquelle il fait la campagne de Russie (1812). Il prend part aux engagemens qui ont lieu le 31 juillet, les 1er, 9, 10 et 11 août. Pendant le dernier il reçot un coup de baïonnette dans la jambe gauche. À l'affaire du 16, il monte à cheval avec une seule jambe bottée. Le 18, il enlève aux Russes une batterie de 12 canons, reçoit une blessure au genou gauche, et a son cheval tué sous lui. Obligé de se retirer à Polotsk, puis à Wilna pour se faire soigner, il ne peut encore monter à cheval quand l'ordre lui parvient de se rendre à Vitepsk, afin de prendre le commandement de la province de ce nom. Il obéit, mais bientôt attaqué sur les deux rives de la Dwina, il doit opérer sa retraite. À peine a-il fait quatre lieues, que chargé par une colonne de 4 500 Russes, et ne pouvant se défendre, il demeure au pouvoir de l'ennemi le 7 novembre.
Rentré en France le 25 juin 1814, les princes de la Restauration n'accueillent point ses services. Le roi se contente de lui donner comme à tous les officiers généraux, la croix de Saint-Louis le 20 août.
Au retour de l'île d'Elbe, l'Empereur l'appele le 15 avril, au commandement du département des Bouches-du-Rhône. Après les événements de Mont-Saint-Jean, il reçoit l'ordre de conduire les 2 régiments qui forment la garnison de Marseille à Toulon, et court des dangers en quittant la ville. Le maréchal Brune le nomme sous-gouverneur, puis commandant de toutes les troupes qui se trouvent à Toulon.
En non-activité le 1er août 1815, et admis à la retraite le 8 octobre 1816, il reprend du service en 1830, commande le département de l'Aube, est fait grand officier de la Légion d'honneur le 20 avril 1831, rentre dans sa position de retraite et se retire à Vezelise (Meurthe) en 1832.
Son nom se trouve sur l'Arc de Triomphe de l'Etoile à Paris.

## Armoiries
| Figure | Blasonnement |
|        | Armes du baron Cailloux Pouget et de l'Empire (décret du 19 mars 1808, lettres patentes du 2 août 1808 (Bordeaux)). D'azur; au chevron d'or, accompagné de trois grenades du même enflammées de gueules, quartier des barons militaires brochant sur le tout. Livrées : les couleurs de l'écu. |